# マイティ・ソー
ソー（Thor）は、アメリカ合衆国の出版社マーベル・コミックが刊行する複数のアメコミに登場するスーパーヒーローである。
北欧神話での同名の神トール（Thor）をベースとしており、アメリカン･コミックスシルバー・エイジのタイトル『Journey into Mystery』誌 #83 で初登場した。
ソーはトールの英語読みである。

## キャラクター経歴
ソーは、アスガルドの神々の王オーディンとミッドガルド（人間界）の女神ジョオド（ヨルズ）の間に生まれた。オーディンに引き取られ、世継ぎになるべく育てられた彼はアスガルド最強の戦士と呼ばれるまでに成長した。しかし、その強大さゆえに傲慢なまでに増長していたソーは事あるごとに横柄な態度をとるようになってしまった。それを見かねたオーディンは、自分の息子が謙遜を覚える必要があると悟り、ソーの記憶を消し、右足に障害のある人間ドナルド・ブレイクへと転生させた。医者となったブレイクは、子供の頃から何故か北欧神話に心引かれ魅了されてきた。そして、休暇を使用したノルウェー旅行を楽しむブレイクは、その旅先で地球へ侵攻してきた土星人の先遣隊に遭遇する。洞窟に逃げ込んだブレイクであったが、入り口を塞がれ閉じ込められてしまう。そこに転がっていた杖ほどの長さの木切れを使って脱出を試みたが、非力なブレイクの力ではどうしようもなく途方に暮れる。そして、苛立って自暴自棄になり木切れを投げ捨てたその瞬間、奇跡が起こる。木切れは魔法のハンマー「ムジョルニア」（ミョルニルの本作での邦訳）に変貌し、それと共にかつての姿と記憶を取り戻してソーとなったブレイクは、その力を使って土星人達を一蹴する。
その後帰国したブレイクは、看護婦のジェーン・フォスターと共に医師として病気の人々を救いつつ、ムジョルニアを使ってソーとなり侵略者から人々を守る二重生活を送ることとなった。地球のソーの存在はすぐに、彼の義弟で宿敵のロキに知られ、彼はソーを倒すために幾度となく現実世界を訪れる。またロキはアブソービングマン、レッカー、デストロイヤーを送り込んだ。さらにロキはハルクをけしかけてソーを倒すことを謀り、これがアベンジャーズ結成の理由となる。
初期のソーの敵には他に、レッド・アーミー、Zarrko、ラジオアクティブマン、ラヴァマン、コブラ、ミスター・ハイド、エンチャントレスとエクスキューショナー、グレイ・ガーゴイルなどがある。
ソーはジェーン・フォスターと恋に落ち、父親に背いて、アスガルドへの帰還を拒否する。また、ソーが生まれながらにして地球に親近感を持っている理由は、実は彼が大地の女神の息子であるからだということが明らかにされる。

## パワーと能力
寿命
イドゥンの金のリンゴを定期的に摂取することで、寿命を伸ばし不老の体を得ている。
身体能力
ソーは、アスガルド最強とまで謳われるほど怪力を誇る。それは人間の比ではなく、マーベル最強の怪力の持ち主とも言われるハルクと双璧をなす程。それと共に、スタミナや体強度もマーベル最強クラスの力を持ち、並みの相手では全くダメージを与えられない。
格闘能力
ソーの近距離戦での格闘能力は非常に高く、ハンマーや剣や棍棒といった武器の扱いに長けている。
知的能力
神としての長い経験のおかげで、非常に高い戦略的知識と直感力がある。
ムジョルニア（Mjölnir、ミョルニル）
神秘の力を秘めた魔法のハンマー。ウルという超金属でできているためアダマンチウム並みの高い強度を誇り、ソーと同等以上の高潔な心の持ち主でなければ（たとえハルクほどの怪力を有していても）持ち上げることが出来ない。ただ、「ハンマーを持ったソーごと持ち上げる」、「重さの無い宇宙空間で振り回す」ことはでき、レッドハルクにこの方法で倒されてしまったこともある。普段は、足に障害のあるブレイクの杖の姿になっており、これを地面に叩きつける事でムジョルニアになる、ソーへ変身するための鍵としての役割を持つ。地球上では60秒以上手離すと変身が解けてしまう。
武器として使用する他に、ソーの力を制御させる役割がある。

## 登場人物

### 主人公
ソー/ドナルド・ブレイク
上記を参照。

### ソーの交流
オーディン（Odin）
アスガルドの神々の王にして、ソーの父親。オーディンフォースと呼ばれる非常に強力な魔力の持ち主だが、この力を使いすぎると冬眠状態になってしまう。予知能力を持つ2羽のカラスを使い魔として連れており、「運命の槍」という武器を使う。彼の持つ剣は非常に強力な力を秘めているが、鞘から抜いた瞬間に「神々の黄昏（ラグナロク）」が発動する為、使用されたことはない。威厳ある高潔な人物で、その手腕でアスガードを数千年もの間統治してきた。北欧神話オリジナルのオーディンとは、若干異なっている。
ボルダー（Balder）
オーディンとフリッガの息子でソーの異母兄弟。ソーとは、互いに信頼しあう親友。アスガードで最も勇猛な戦士と呼ばれ、ヤドリギ以外には殺すことが出来ない肉体を持っている。
「ボルダー」とは、バルドルの英語読み。
シフ（Sif）
ソーの元許婚である狩りの女神。冥界ヘルへ落ちた際には勇気を示して初めてムジョルニアを持ち上げる事に成功したソーによって救い出された。当初はソーに恋心を抱いており、パートナーを務めたこともあったが、現在はソーとは距離を置いて良き友人として接している。一時期、ジェーン・フォスターを救うために融合していたことがあるが、現在は分離している。
ジェーン・フォスター（Jane Foster）
ドナルド・ブレイクの同僚である女性看護師。ブレイクは、右足が不自由であるという身体的コンプレックスの為に彼女へアプローチ出来ずにいたが、ソーとなって自信を回復した後、愛し合う仲になった。当初ブレイクは、自分がソーであることを隠していたが、後に告白した。
ブレイクと結ばれるために神になる試練を受けるが、達成できず、オーディンの配慮で記憶を消されて人間界に戻され、ブレイクそっくりの医師と結婚した。病魔に襲われ死の危機に瀕していた所を、シフが融合することで命を取り留め、かつての記憶を取り戻している。その後、看護師から医師に転職し、再びソーの転生体であるジェイク・オルスン（Jake Olson）の同僚となり、その正体に気づきながらもそれを見守っている。一時期、アベンジャーズの主治医をしていた為、アイアンマンの正体も知っている。
ハーキュリース（Hercules）
ギリシャ神話の英雄であり神であるヘラクレス。同じ神を基にしたヒーローであるソーとは、喧嘩仲間でありアベンジャーズの同僚である。ソーと同様、人間離れした怪力を誇り、さまざまなスポーツ競技に長けている。2006年のクロスオーバー『シビル・ウォー』では、死亡して不参加だったソーの代わりとしてMr.ファンタスティックが作ったクローン・ソーを見て憤怒し、一騎討ちの末それを撃破した。
ベータレイ・ビル（Beta Ray Bill）
二人目のソー。異星人の戦士で、ムジョルニアを持ち上げて己の高潔さを証明し、オーディンから雷神の力とハンマー「ストームブレイカー」（Stormbreaker）を与えられた。
アベンジャーズ (Avengers)
ロキがハルクを利用してソーを倒そうとしたのがきっかけで結成されたヒーローチーム。以降、ソーは一時的な脱退期はあるものの、キャプテン・アメリカとアイアンマンと共にビッグ3と呼ばれるチームの中心人物になっている。

### ヴィラン
ロキ（Loki）
ソーの義弟にして、最大の強敵。元々は巨人族の息子だが、オーディンの養子に入り育てられた。後に王になることを約束され才能もあるソーを妬み、亡き者にしようと策略をめぐらせる。神であるため、人間離れした身体能力を持ち、オーディンに次ぐとまで言われる高い魔力を持っている。しかし、他のヴィランと共謀し策略を駆使して戦うことが多く、自分自身が戦うことはあまりしない。自分の目的の為には、手段を選ばない卑劣漢。最近シフの身体を奪い女体化していた。
シビル・ウォー後大きな権力を手に入れたノーマン・オズボーンを中心としたヴィラン組織「カバル」に協力していたが、彼らがやがてアスガードを攻め破壊していく姿を見て改心。駆けつけたヒーローたちに力を与え死亡。
サーター（Surtur）
世界の終わりに現れるとされる火の巨人で、かなりの強敵。その力は強大で、基本的にソーの敵であるロキが彼を倒す為にソーと共闘したほど。
ラグナロク（Ragnarok）
2006年のクロスオーバー「シビル・ウォー」で、スクラル人によって作られたソーのクローン。初代はハーキュリーズにシビル・ウォー終盤で破壊されたが、後に別に製造された。
イミール（Ymir）

## マイティ・ソーのオルタナティヴ版

### 正史

#### サンダーストライク
足に障害を負っているエリック・マスターソン（Eric Masterson）は、ソーの戦いに巻き込まれたことで重傷を負い、ソーは彼を助けるために融合した。その後、ソーはロキを殺害すると罰としてエリックの深層心理に魂を閉じ込められてしまい、そのあいだに彼が代わりにソーとしてアベンジャーズの一員やミッドガルドの守護者の役割を果たすこととなった。最終的にオリジナルのソーはエリックの心から解放され、雷神としての力を取り戻す。ソーは感謝の証として新たに別のハンマーをエリックに贈り、彼はサンダーストライク（Thunderstrike）という新たな名の下で活動する。その後、ソーと共にアベンジャーズで共闘していたが、ブラッド・アックスに取り憑かれ命を落とした。

### 並行世界

#### アースX
自らの希望により、女性の肉体となっている。

#### エイジ・オブ・アポカリプス
クロスオーバーイベントによって創造された「エイジ・オブ・アポカリプス」の世界では、ドナルド・ブレークは自分がソーの生まれ変わりであるとは気付かず、代わりに人類最高議会のエージェント兼医師として活動し、グウェン・ステーシーと共に人類の難民キャンプに援助する旅をしている。

#### アマルガム・コミックス
アマルガム・コミックスの世界では、オライオンと合体してソーリオン（Thorion）というキャラクターとなった。

#### マーベル・ゾンビーズ
マーベル・ゾンビーズの世界でのソーは、ムジョルニアを振るう資格を失ったため、代わりにコンクリート・ブロックとパイプで作られたハンマーを使い、共食するゾンビとして登場する。

#### アルティメット・マーベル
アルティメット・マーベルの世界でのソーはアルティメッツというチームに加入している。

## MCU版
マーベル・シネマティック・ユニバース（MCU）では、クリス・ヘムズワースが演じる。日本語吹替は三宅健太が担当。
本項は、“アース616”（正史の宇宙）におけるソーを主軸として表記する。

### キャラクター像
北欧神話の雷神“トール”のモデルである、“アスガルド”の第1王子にして、オーディンとフリッガの実子である次期アスガルド王候補。フルネームは“ソー・オーディンソン（Thor Odinson）”で、年齢は1500歳以上である。
かつては、対立する者との問題を何でも戦いで早期解決しようとする、極めて粗暴で喧嘩っ早く傲慢な男であった。その反面単純で裏表がなく、豪快さと大雑把さも兼ね備え、親しい者を大切にし、自らの過ちや愚かさに気付くと深く反省する潔さも秘めており、追放により初めて訪れた地球での経験を通して前述の短所が失せていき、おおらかさと思慮深さ、ジェーン・フォスターたち地球の人々をも愛する心や気品を放つ立ち居振る舞いまで身に付けていく。その人柄は、敬愛する両親をはじめとする多くのアスガルドの民の信頼を集めており、ヘイムダルやシフに“ウォーリアーズ・スリー”といった同郷の幼馴染兼親友たちのみならず、地球で出会ったジェーンとエリック・セルヴィグたちに、“アベンジャーズ”における同志となったトニー・スターク/アイアンマンやスティーブ・ロジャース/キャプテン・アメリカたちまで、宇宙中に幅広い交友関係を持つようにもなる。
また、義弟のロキとは、各作品ごとに対立・共闘を繰り返すが、例え敵対することになっても倒すのではなく改心させるために義兄として向き合おうとする姿勢を示し続ける。そんな彼との因縁が物語の重要なファクターとなることが多い。

### 変異体
ソロッグ（Throg）
小さなカエルの姿に変貌したソーの“変異体”。鮮明な全身像は確認しにくいが、ソーのものと酷似した鎧兜とマントを身に纏っている。
パーティー・ソー（Party Thor）
“アース72124”におけるソー。アスガルドの第一王子という肩書きや特殊能力と武器・多くの周辺人物との関係・頭髪に触れられることを嫌がる点は正史のソーと同等だが、髭を剃っており、ロキと義兄弟として育たず、彼の悪戯の数々を経験しなかったこともあって、多くの友人たちの中心となって連日盛り上がるほどパーティー好きで、自分の名前のスペルや北欧神話（Norse mythology）を「馬の神話（Horse mythology）」と間違えたり、懇意の関係となったジェーン・フォスターの勧めで顕微鏡に“SCIENCE”の英単語が重なったイラストのタトゥーを右肩に施すなど非常に享楽的で、それだけでなくストーンヘンジをわざとドミノ倒ししたり、周囲への迷惑を考えずに武器を振り回したり、フリッガに叱責されることを恐れて彼女に出まかせを並べたり、突如現れたウアトゥ/ウォッチャーに捕まって絶叫するなど、子どもっぽく、ロキのように悪戯と嘘を繰り返すくらいに正史のソーとは文字通り大きく異なる人物像である。
後にウアトゥによって、“ガーディアンズ・オブ・マルチバース”の一員にも任命される。
ソー（アース51825）
“アース51825”におけるソー。正史のソーと同様に力を失った状態で地球に追放されていると同時に、この宇宙におけるアベンジャーズ候補の一人でもある。
ソー（アース29929）
“アース29929”におけるソー。正史のソーと同様にアベンジャーズの一員である。

### 能力
その筋肉質な肉体には、九つの世界や全宇宙の種族中、特に長寿で驚異的な身体能力を持つアスガルド人最強と言われる戦闘力を有し、荒削りな戦い方ではあるものの、勇敢さも相俟って超自然的な強さを備えている。
また、「雷神」の肩書きのとおり、その身体には稲妻を召喚・蓄積・放出する特殊能力まで秘められており、ソーはこの特殊能力の源が後述の「ムジョルニア」にあると長年にわたって信じていたが、実の姉であるヘラとの決戦でムジョルニア無しでも稲妻を操れるように覚醒した。

### 武装・アイテム
ソーが主に装備・駆使する武器やアイテムは、アスガルド製のものや九つの世界の一つである惑星“ニダベリア”に住む武器鍛冶の“ドワーフ”たちが作り上げたものがほとんどであり、アベンジャーズに加入してからも、多くの同志がトニーによって新調された武器や戦闘服などを愛用するようになったのに対し、ソーは基本的にアスガルドやドワーフたちによる武装で戦うことを一貫している。しかし、手元に武器やアイテムが無い状況ではこの限りではなく、その際には後述のとおり、制作者や使用用途がさまざまな武器・アイテムを駆使する。

#### ムジョルニア（Mjølnir）
北欧神話の鎚“ミョルニル”のモデルである全能の鉄鎚。オーディン曰く、「全てを滅ぼす武器であり、創造の道具ともなる」。ドワーフたちにより“ウル”という金属を材料にして作り出された。高潔な魂の持ち主にしか扱うことができず、それに値しない者には持ち上げることも動かすこともできない。燻んだ銀色の頭部側面には印である紋章が浮かんでいる。ハンマー本体の力を発現するとこの紋章は光り、持ち主に値する者が存在しない際には消えてしまう。『MCU』で持ち上げを試みた者の中で、持ち上げることができたのはソーとオーディンのほか、アベンジャーズのヴィジョンとスティーブだけである。頭部側面には魔法の呪文が、持ち手の底部にはこの鉄鎚のシンボルがそれぞれ装飾され、さらに天面には、「このハンマーを手にする者は、それが相応しい者であるならば、雷神の力を得るだろう」という意味を示すルーン文字が刻まれている。また、作品を経るごとにサイズが少しずつ大きくなっている。
強力な打撃武器として使用するほか、単体で飛行能力を有し、握った持ち主と共に飛行することも可能。投げつけたり、離れた場所に置かれても、持ち主が念じることでどこからでも飛行し、相当強力な者に叩き落とされたりしない限り、持ち主の下に戻る。また、「一振りで敵の光線などを打ち消す力」「稲妻」「エネルギー波」「竜巻」「電子機器に障害を与えるほどの強い電磁波」を発生させる能力、パワーを失った持ち主を復活させ、持ち主の身体に鎧とマントを形成したり、持ち主に値しない者の身体の上に置くと重石のようにのし掛かり、動きを封じる特殊能力、別の物体への擬態能力まで、攻撃と防御、移動手段など多岐に渡ってその力を発揮する。スティーブが持つ“キャプテン・アメリカの盾”を打ち据えると、衝撃を吸収・反射するという盾の特性により、衝撃波を直径数メートルの周囲に反射する連携攻撃が可能で、“ニューヨーク決戦”・2度にわたるソコヴィア戦・サノスの群勢との最終決戦で披露された。
当初はアスガルドの王宮の武器庫に保管されていたが、成人したソーを持ち主と認めて彼の手に収まり、ソーの愛用の武器となった。
惑星“サカール”でのバトルロイヤルに出場する直前の武器選びでは、使い慣れたこの武器と同じ形のハンマーがあるかどうかをコーグに尋ねたほど、ソーはこの武器に相当な愛着を持っていたことがうかがえる。
各作品における描写
『マイティ・ソー』
ソー追放時に握ったオーディンに呪文をかけられて“ビフレスト”に投げ込まれ、地球のニューメキシコ州の砂漠に落着し、クレーターを作った。落着して以降、持ち上げを試みた全ての人物と、取り戻しにやってきたソーは皆持ち上げと動かすことに失敗したが、ジェーンたちを“デストロイヤー”から守ろうとした、パワーを失ったままのソーを再び持ち主に認め、彼の手に戻る。
『アベンジャーズ』
本作ではハルクもこれを持ち上げようとしたが、叶わなかった。
『マイティ・ソー/ダーク・ワールド』
本作でも、ソーが愛用する武器として登場するが、ジェーンの自宅の玄関脇にあるフックに吊るされたり、“ダーク・エルフ”との決戦では、ソーと逸れてロンドン中だけでなく、地球の外まで飛び回るなど、持ち主と同様に可笑しな様子を複数見せる。
『アベンジャーズ/エイジ・オブ・ウルトロン』
本作では、“アベンジャーズ・タワー”でのパーティーの余興として、アベンジャーズの男性陣が持ち上げを試みたり、“チャーチル”での戦闘でピエトロ・マキシモフ/クイックシルバーも奪い取ろうとしたが、皆成功しなかった。しかし、誕生したばかりのヴィジョンは持ち上げに成功してヒーローたちから信用されるようになり、ウルトロン戦でも一度だけ振るう。
『マイティ・ソー バトルロイヤル』
本作でははじめて擬態能力を披露し、ソーが地球を再訪した際には黒い傘に擬態した。物語序盤のスルトとの戦いでもその力を発揮したが、復活したヘラに投げつけた際には右手一本でたやすく受け止められ、そのまま粉砕されてしまう。
また、オーディンによってソーの雷のパワーはこの武器に宿っておらず、「ムジョルニアは雷のパワーを引き出すために介するアイテムに過ぎない」と言及された。さらに、アスガルドの王宮内の天井画にはこれを握って掲げるヘラが描かれ、太古の時代には彼女を所有者としていたことが示唆されている。
『アベンジャーズ/インフィニティ・ウォー』
ムジョルニア自体は登場しないものの、ニダベリアで作られたことが語られる。
『アベンジャーズ/エンドゲーム』
本作では“タイム泥棒”によって2013年のアスガルドへタイムトラベルしたソーが、当時のムジョルニアを入手し現代へ持ち帰った。この時点でソーが戦いを予期していたわけではないが、結果として2014年から現代へタイムトラベルして来たサノスの群勢との最終決戦において使用される。戦闘中にソーが落とした際に、スティーブが持ち上げるという、前述のパーティーでの伏線が生かされた。その後また、一時ソーが手にするが、ソー自らスティーブへ貸し与える。
決戦後は、本来の歴史に沿わせるため、スティーブによって2013年のアスガルドへ返還される。
『ロキ』
本作では第5話のワンカットにのみ登場。“虚無”の地中にソロッグが閉じ込められている瓶の近くに共に埋められていた。
『ホワット・イフ...?』
第2話
“アース21818”におけるムジョルニアが、“ノーウェア”にあるコレクションルームにおいて、タニリーア・ティヴァン/コレクターがコレクションする武器の一つとしてワンシーンのみ登場する。
第3話
アース51825におけるムジョルニアが登場。正史のムジョルニアと同様に、ニューメキシコに落着していたが、持ち上げられた人物は描写されずに終わる。
第7・9話
アース72124におけるムジョルニアが登場。この宇宙におけるソーの武器であり、高潔とは言い難い彼は持ち上げられるが、キャロル・ダンヴァース/キャプテン・マーベルには持ち上げられなかった。
『ソー：ラブ&サンダー』
本作ではヘラに粉砕されたものが“ニュー・アスガルド”において観光名所の一つとして展示されていた。そこに末期癌にかかっていたジェーンが、バイキングにまつわる伝説の「ムジョルニアを手にした者は健康な肉体を手に入れる」という一文をみてその場に赴いたところ、ジェーンを新たな持ち主として認め、武器として再生を果たす。完全な修復ではなく粉砕された破片が寄り集まっている状態になっており、故意に破片状態に戻して周囲に飛ばすことで多数の相手を攻撃するなど新たな戦法がとれるようになっている。ジェーンの死後は再びソーの手に戻っていることが作中終盤に描かれている。
ムジョルニアがジェーンを新たなる持ち主に認めたのは理由があり、交際していたときにソーがムジョルニアに「ジェーンを守ってほしい」と語りかけていたためである。

#### その他の武装・アイテム
ストームブレイカー（Stormbreaker）
ワカンダにおけるサノスの群勢との戦いから使用する、新たな愛用の武器である大斧。「王の武器」「アスガルドの歴史上、最強の武器」と称される。
ドワーフのエイトリが型を用意し、「ニダベリアの心臓のエネルギー」で素材のウルを溶かして作り上げ、グルートが自分の腕を柄にしたことで完成した。ソーの武器としては、かつての武器であるムジョルニアと同じように自在に空中を浮遊し、離れた場所に置かれても、念じた持ち主の手元に飛び渡る能力と、ソーの持つ雷神の力を最大限に発揮させる能力に加え、ビフレストを発生させる能力を備えている。さらに大斧としても、一振りでサノスの強靭な身体すらも切断できるほどの物理的な攻撃力まで有している。しかしムジョルニアと異なり、高潔な魂の持ち主にしか扱うことができないという訳ではなく、2014年からタイムトラベルしてきたサノスの群勢との最終決戦では、ソーやスティーブだけでなく、サノスも一時奪い取ってソーの胴体にその刃を突き立てようとした。また、後に敵対したゴアとの闘いではビフレストを発生させる能力を利用するためにゴアはソーから強奪して目的の達成を図っている他、ヘイムダルの息子であるアクセルやゴアの娘であるラブも使用している。
ソーが2023年時にニュー・アスガルドで暮らしていた頃には、酒瓶の栓抜き代わりとしても利用されていた。
『ラブ&サンダー』では人格のようなものが宿っていることが明かされており、ムジョルニアの復活を喜ぶソーの様子を見て嫉妬心を抱く描写がなされている。
鎧
ソーが多くの場面で身に纏っている鎧で、アスガルドの銅と鋼・革で作られた胸当てと屈曲性ある鎖帷子、王家を象徴する一対のディスクで留められた赤い皇太子用のマント、両前腕の籠手、膝当て、ブーツで構成される。
登場する作品ごとにそのデザインは変化しており、“ラグナロク”に関する一件の際に着ていたものは、サカールの記号で“ロード・オブ・サンダー”と綴られたグラディエーターの赤い出陣化粧がサカール人によって施されて、肩当て（左肩部）と脛当て（右脛）も装着された。
プロステーシス・アイ（Cybernetic Eye）
ヘラとの戦いで失った右目の代わりとして右眼窩にはめ込む義眼。ロケットが“コントラクシア”での賭けで手に入れて所有していたもので、ニダベリアへの到着直前にロケットから譲られた。きちんと機能したが、瞳の色はオレンジ色だったため、以後ソーの両目はオッドアイとなる。
このほかにもソーは、戴冠式の際に一対の羽根飾りが付いた銀色の兜を被り、地球のグリニッジにおけるマレキスとの決戦では、“グラビメトリック・スパイク”を相手に投げつけ、ソコヴィアでの“ヒドラ”戦では鉄骨も武器として扱った。サカールでバトルロイヤルに臨んだ際には、前述の兜をイメージしたデザインの鎧兜や、”中古のメイス”、“ダグの盾”、“二刀の剣”を装備し、ハルクが武器としていたハンマーも奪い取って振るった。また、サカール脱出の際にはグランドマスターの宮殿の守衛の“ライフル銃”をロキと共に使用し、ヘラとの決戦では、オーディンが所持していたアスガルドの王位のシンボルである“グングニル”や、“死の兵士”らの長剣も2本分行使した。ゴアとの闘いではゼウスの持ち物である武器“サンダーボルト”を強奪して使用している。

### 各作品での活躍
『マイティ・ソー』
演 - クリス・ヘムズワース（本編）、ダコタ・ゴヨ（少年期）
日本語吹替 - 三宅健太（本編）、加藤幹夫（少年期）
本作でMCU初登場。
アスガルドの王位継承の戴冠式の日、現国王のオーディンに複数の誓いを立てるが、戴冠直前に“ヨトゥンヘイム”の“氷の巨人”たちが武器庫に侵入したことで式が中断され、憤慨。ヨトゥンヘイム襲撃をオーディンに反対されたため、ロキやウォーリアーズ・スリーとシフを嗾けてヨトゥンヘイムに赴き、大乱闘を仕掛けてしまった末に、仲間共々窮地に陥った。そこに駆け付けたオーディンによって、アスガルドに退却し危機を逃れるも、自らの行動を非難するオーディンに反抗し、不満と罵声をぶつけたため、ムジョルニアと超人的パワーを奪われ、地球に追放された。
地球のニューメキシコ州に落着すると、最初に出会ったジェーンたちの観測車に2度も轢かれたり、収容された郡立病院で暴れて麻酔を打たれるなど災難が続いたが、ジェーンたちと交流しはじめる。その最中に人工衛星が墜落したと耳にしてムジョルニアだと確信し、その落着地点へジェーンと2人で向かい、彼女の研究機材も取り戻すと約束して、現地に突入した。すると付近を警護していた“S.H.I.E.L.D.”の兵士たちに肉弾戦を挑み、次々に薙ぎ倒してムジョルニアを掴むが、持ち上げることはできず、失意に沈んだ。そして幻術で現れたロキから今生の別れを告げられ、自分の思いあがりを後悔し涙する。
その後セルヴィグに保護され、ジェーンの研究ノートを取り戻したことで彼女たちと一層親交を深めていった。そこにシフたちが迎えに現れオーディンの生存を知らされるが、ロキが送り込んだデストロイヤーを止め皆を守るために、パワーが戻っていないまま対峙し、ロキへ謝罪した後重傷を負ったが、飛来したムジョルニアと超人的パワーを取り戻し、デストロイヤーを撃破した。デストロイヤーを追ってきたフィル・コールソンに今後同盟を結ぶことと、ジェーンにロキを止めたらまた戻って来ると誓い、アスガルドへ帰還する。
帰還間も無く、ビフレストを利用してヨトゥンヘイムを滅ぼそうとするロキと対決。制御不能となってしまったビフレストを止めるため、ジェーンと再会できなくなることを危ぶみながらもビフレストを破壊するが、ロキは宇宙の彼方へ消えてしまい、彼にとって苦い結末となった。そして、オーディンに自分はまだ学ぶことが多く、いつか誇れる息子になると語り、今回の一件で大きく成長した姿を認められた。物語のラストでは、ヘイムダルからジェーンが今も自身との再会を信じて天文観測をしていると知らされる。
『アベンジャーズ』
本作ではロキの処遇を巡って、偶然出会ったトニーたちと衝突しながらも、アベンジャーズの中心メンバーとして活躍することになる。また、はじめて非戦闘時のノースリーブ姿も見せた。
ロキを連れ戻すために、オーディンから授かった大量の暗黒エネルギーによって地球に来訪し、トニーたちが連行中のロキを強引に引きずり出して、野望を捨て共に帰郷しようと説得するが、追って来たトニーに対して彼を抹殺する気で乱闘してしまい、スティーブに制止された。
“ヘリキャリア”に乗艦すると、ロキ打倒を提案する周囲に自分の義弟だと主張したり、コールソンと旧交を温めるが、トニーやフューリーたちの揉め合いを見ると呆れ果てる表情を見せた。また、ブルースがハルクに変身して暴走してしまった際には、自分たちは敵じゃないと呼びかけながらも屈指の戦闘力で互角に渡り合うが、ロキの罠にかかってガラスケージに閉じ込められ、目の前でコールソンを手にかけられてしまい、ケージごと地上へ落とされた。
しかし地上に激突寸前に脱出し、地面に転がり込んだものの、立ち上がってムジョルニアに雷のエネルギーを吸収させ、ニューヨークに向かい、再びロキを説得するが応じられず、アベンジャーズへと合流。スティーブの指示に従い、“チタウリ”や“リヴァイアサン”を相手に死闘を繰り広げた。トニーが気絶したままワームホールから落ちてきた時には、自ら助けに飛び上がろうとしている。
物語のラストでは、無事に助かったセルヴィグとの再会を喜び、皆に別れを告げて“テッセラクト”の力でロキと共にアスガルドへとテレポーテーションする。
『マイティ・ソー/ダーク・ワールド』
本作では、ロキの幻術を見抜く洞察力も発揮し、取り乱したオーディンを目の当たりにしても自分は冷静だとヘイムダルに断言する確かな自信も見せるようにはなったが、2年以上会っていないジェーンを今でも想い続け、ロキには警戒はしているも、更生して欲しいと願うなど、愛する者への様々な感情も描写される。また、敵機を「操縦できる」と断言したにもかかわらずコクピットの計器をでたらめに操作して上手く操縦できず、祖父の銅像を破壊したり、ジェーンがリチャードと電話している様子を見て落ち込みかけたり、クライマックスの戦闘でムジョルニアと逸れた挙句、マレキスの下へ戻るために、わざわざ運行中の地下鉄の車両に乗り込んだりと可笑しな様子も多々あった。
“惑星直列”によって発生していた各世界の暴動を、戦友たちや“エインヘリャル”と共に全て制することに成功し、皆と祝宴を挙げた。しかし現在でもジェーンへの想いが頭から離れておらず、ヘイムダルに彼女の現状を尋ねると、異変が起きたと知らされ、居ても立っても居られなくなり、すぐにジェーンの下へ降りたった。ジェーンに会えなかったことを陳謝し再会を喜ぶが、彼女の異変を確かめるために、ビフレストでジェーンをアスガルドへ連れ帰る。
オーディンからジェーンに“エーテル”が寄生したと知らされるも、彼女とアスガルドで仲を深め合う。そこへエーテルを狙うダーク・エルフの策による暴動が牢獄で発生し、鎮圧に向かったが、アルグリム/カースにフリッガの命を奪われてしまった。母の葬儀後、冷静さを失ったオーディンを見かね、処罰を覚悟でエーテルの破壊とダーク・エルフ打倒のための作戦を提案。ヘイムダルやシフたちの協力を得てジェーンとロキを連れ出し、王宮に残された敵機と自軍の“スキフ”を駆って、アスガルドを脱出した。
目的地の“スヴァルトアールヴヘイム”に到着するや、ロキとの揉め合いもあったが、マレキスらダーク・エルフに対峙すると、仲間割れに見せかけた作戦で、マレキスに解放させたエーテルへ雷撃を浴びせたが破壊できず、マレキスにエーテルを奪還され、取り逃がしてしまった。そしてアルグリムと刺し違えたロキに感謝し、ジェーンと2人で砂嵐から避難すると、偶然世界の境目に行き当たり、地球のロンドンにワープする。
再会したセルヴィグたちと対策を練り、グリニッジに部下たちと現れたマレキスに決戦を挑む。エーテルを宿したマレキスの力や、惑星直列の影響で発生した多数の世界の境目に翻弄されたものの、ジェーンたちの力を借り、惑星直列を利用してマレキスをスヴァルトアールヴヘイムへ追い返し、打倒することに成功した。
一度戻ったアスガルドで、オーディンに化けたロキに「王とは何か、ロキの方が正確に知っていた」と語り、地球でジェーンとの生活を望むため、アスガルドの王位は継げないと告げて認められ、ロキの擬態に気付かないままアスガルドを離れ、ビフレストで再びジェーンの前に現れてキスを交わす。
『アベンジャーズ/エイジ・オブ・ウルトロン』
本作では、スティーブとの共同戦法や人命救出などの連携を複数回披露した傍ら、パーティーでトニーと恋人自慢を繰り広げ合ったり、バートン家に招かれた際にはレゴのデュプロを踏み崩してクリント・バートン/ホークアイの愛娘のライラに睨まれるなど、平時ではコミックリリーフ的な役割も担った。
冒頭のソコヴィアではアベンジャーズの一員としてヒドラと戦い、これを制すると、以前ロキが持ち込んだ“セプター”が回収されたことで、これの調査のためにアスガルドへの帰還を決めてパーティーに参加するが、トニーとブルースによって覚醒したウルトロンの戦線布告とセプター奪取を受けてアスガルド帰還を一時断念する。
後に南アフリカ沖のチャーチル内での戦闘で、ワンダ・マキシモフ/スカーレット・ウィッチから受けた心理攻撃により、アスガルドの宴会場でヘイムダルに攻められる悪夢に襲われるが、同時に垣間見た光景から、全てを破壊するほどの比類なき力を持つ6つの結晶石“インフィニティ・ストーン”の存在を知ることになり、その真相を突き止めるためにセルヴィグを同伴させて“ノルンの洞察の泉”へ身を投じる。そしてヴィジョン誕生にも一役買うことになった。
ソコヴィアでのウルトロン軍団との決戦では、“アルティメット・ウルトロン”に追い込まれたところをヴィジョンに救われ、ウルトロンによって浮上後に落下しはじめたソコヴィアの首都をトニーとの連携で破壊し、被害を最小限に抑える活躍を見せた。
その事後は、インフィニティ・ストーンについてより詳しく調べるために、アベンジャーズを一時脱退し、アスガルドへ帰郷する。
『マイティ・ソー バトルロイヤル』
本作ではこれまでに比べて機転が利き、ロキやヴァルキリー（ブリュンヒルデ）を手玉に取るといった行動を見せた。その反面、父やムジョルニアを失って落ち込んだり、再会したハルクと他愛もなく揉めたり、ヘラに太刀打ちできずに弱気になるなど、かつて地球に追放された頃を彷彿させる姿も複数ある。また、更にサカールで“服従ディスク”を打ち込まれて翻弄されたり、髪の毛を切られそうになると悲鳴をあげるほど嫌がったり、今まで以上に災難やコミカルな場面が多い。ロキに対しては、本作でも複雑な義兄弟の間柄であるが、やはり義弟として大事に想っていて、若干の情を見せることもある。また、恋仲だったジェーンとは、約束を守れなかったことから破局しており、彼曰く｢フラれたんじゃない、互いにフリ合ったんだ」と語っており、この破局談は自身に記念撮影を求めた一般市民が知っているほどニューヨークでは有名らしい。
インフィニティ・ストーンについて調べるべく、“ムスペルヘイム”でスルト率いる“炎の悪魔”群と戦うなど宇宙を旅していたが、結局見つからず、スルトからアスガルドの滅亡を意味する“ラグナロク”のはじまりとオーディンの失踪を知らされてアスガルドに帰還。そこにいたオーディンがロキの擬態であると見抜き、彼を連れて地球のニューヨークを再訪し、スティーヴン・ストレンジ/ドクター・ストレンジの協力でオーディンと再会するも、寿命を迎えた父の最期を看取ることとなった。
その直後に復活した実の姉であるヘラにムジョルニアを破壊され、アクシデントでサカールに吹き飛ばされたことも手伝ってアスガルドまで奪われてしまう。サカールでも雑な短髪にされてグランドマスターたちサカール人にグラディエーター扱いされるなど災難が続くが、出会ったヴァルキリーや、バトルロイヤルを繰り広げたブルース/ハルクと紆余曲折の末に“リベンジャーズ”を結成し、力を合わせたロキをサカールに残してアスガルドへと帰還した。
ヘラとの決戦でオーディンと同じく右目を失うが、完全に覚醒させた雷神の力でヘラと渡り合う。それでも自力だけで倒すことは叶わず、スルトを復活させてラグナロクを実行させた。ヘラが打倒されると、乗船した宇宙船“ステイツマン”で、ロキたちや民衆からアスガルドの王位継承者として迎えられながら、新天地として地球へと向かうことを決意する。だがその道中で、“サンクチュアリII”の出現に驚く。
『アベンジャーズ/インフィニティ・ウォー』
本作では、失ったムジョルニアに代わる新たな武器の“ストームブレイカー”を入手し、サノスへ復讐戦を挑む。また、ピーター・クイル/スター・ロードから対抗意識を燃やされたり、ガモーラに対して自分と同じように家族のことで苦悩している彼女に共感と理解を示したり、グルートの言葉を理解できたり、意気投合したロケットに現在の心境を打ち明けるなど、新たに出会った“ガーディアンズ・オブ・ギャラクシー”の面々との交流も描写される。
サンクチュアリIIで襲撃してきたサノスらによって、多くの民とヘイムダル、そしてロキを目の前で殺されてしまい、強力な武器を持たない自身もサノスらに敗北し、ステイツマンの大破で宇宙を漂流してしまう。
だがガーディアンズに救出され、事情を話して協力関係を築き、サノスへの復讐を誓って新たな武器を調達するべく、ロケット、グルートと共にニダベリアへ向かった。
ニダベリアに到着すると、サノスに多くを奪われて自暴自棄になっていたエイトリに協力を頼み、ロケットと共に凍らされていたニダベリアを再起動させ、エイトリとグルートによってストームブレイカーが完成すると、ロケットとグルートと共に地球のワカンダに降臨。スティーブたちアベンジャーズに合流し、ストームブレイカーと自らの能力で“アウトライダーズ”を次々と一掃し、後に現れてインフィニティ・ストーンを6個揃えたサノスにも痛手を負わせることに成功したが、油断を突かれてサノスに“デシメーション”実行を許してしまい、サノスに撤退され、多くの人々が塵と化して消滅した光景に愕然とする。
『アベンジャーズ/エンドゲーム』
本作でも主要人物の一人として登場するも、デシメーションから5年後には、ニュー・アスガルドの一角で、日がなビールやテキーラを飲みながらオンラインゲームにふける怠惰な生活を送っており、その体躯も贅肉だらけなほどだらしないものとなり、長くなった頭髪と髭も乱れたままにするなど、これまでの精悍だった容姿が大きく変貌してしまう。また、厳粛な空気感が濃い物語の中で、稀少なコミックリリーフとしても振る舞ったり、ロケットやクリントに叱責される場面も見せる。またタイム泥棒時には、2012年時のソーも登場しており、その時はアレクサンダー・ピアースと顔を合わせており、スコット・ラング/アントマンによって当時のトニーが不整脈を起こすと、ムジョルニアによる電気ショックで彼に応急処置を施した。
物語の序盤では、サノスを殺しきれず、デシメーションを完遂させてしまったことに気落ちしていたが、サノスの居場所が惑星“0259-S”であると判明した途端、今度こそ確実に殺すことを誓って立ち上がる。ガーデンに赴いて皆とサノスを急襲するも、インフィニティ・ストーンが破棄され、消滅した人々を蘇らせられないことがわかり、怒りと悔しさからサノスの首を刎ねる。
デシメーションから5年後、タイム泥棒作戦のために自分たちの元に来訪したブルースとロケットを歓迎し、現在の心因を作ったサノスの名を聞くと怒りをにじませるが、2人の説得で渋々“アベンジャーズ・コンパウンド”に訪れる。出発前の準備段階では特に役立つこともなく、“タイム泥棒会議”でリアリティ・ストーンの情報を話す時もフリッガの死やジェーンを思い出して泣き出し、一同を呆然とさせた。
タイム泥棒本番ではロケットともに2013年のアスガルドへタイムトラベルし、生前のフリッガの姿を目にして泣いてしまった後、ジェーンからリアリティ・ストーンを回収しようとするも怖気づき、逃げ出す。しかしフリッガに見つかり、未来から来たことを気づかれて、弱音を吐露する。だがフリッガに励まされて立ち直り、当時のムジョルニアを呼び寄せることで、自身の高潔さが失われていないことを自覚した。
現代に戻った後は、ナターシャ・ロマノフ/ブラック・ウィドウが“ソウル・ストーン”を得るための犠牲になった事実に心を傷め、正しいことをしたいと6つのストーンのはまった“ナノ・ガントレット“を装着する役目に名乗り出るも、全盛期より肉体が劣っていることを理由に断られる。代わりにブルースがスナップして、5年前に消滅した全生命が復活したと同時に2014年のサノスの群勢がタイムトラベルして襲撃してきたため、ムジョルニアとストームブレイカーで立ち向かう。自身に5年のブランクがあったものの、相手がインフィニティ・ストーンを有していないとは言え、サノスに対してトニーやスティーブと共に一進一退の激闘を繰り広げ、スティーブがムジョルニアを持ち上げたときは「持てると思った」と笑った。
トニーによってサノスの群勢が消滅し、戦いが終わると、皆と共にトニーの葬儀に参列。その後、ヴァルキリーをニュー・アスガルドの王に任命し、自身はガーディアンズに同行して宇宙へ旅立つことを決め、“ベネター号”に乗船。これに機嫌を損ねたクイルと再び張り合いかけるが、彼を笑顔でたてる余裕も見せる。
『ロキ』
本作ではソー本人の登場は無いものの、彼の変異体であるソロッグが第5話のワンカットにのみ登場。
虚無の世界に飛ばされたロキと彼の変異体たちがハッチを降りるシーンで、地中に埋められた「T365」というラベル付きの小瓶に閉じ込められており、ムジョルニアに向かって数回ジャンプして叫び声を発する。
『ホワット・イフ...?』シーズン1
第3話
アース51825におけるソーが登場。ムジョルニアを取り戻すために、ベースキャンプでS.H.I.E.L.D.の兵士たちを次々に薙ぎ倒し、フィル・コールソンやクリント・バートン/ホークアイを感嘆させたが、辿り着いたムジョルニアを握った直後に、クリントが誤射してしまった矢に射抜かれて死亡。
第7話
アース72124におけるソーが登場。
第8話
アース29929におけるソーが物語前半のワンカットにのみ登場。ウルトロンに戦いを挑んで敗北し、倒れ込んでいる姿が描写される。
第9話
アース72124におけるソーが再登場。
『ソー:ラブ&サンダー』

## コミック以外でのマイティ・ソー

### ビデオ

#### マーベルアニメーション
- 1966年のアニメ マーベル スーパー・ヒーローズにマイティ・ソーが登場。日本語版では、神谷明が吹替を担当している。
- 1996年のアニメ 超人ハルクにマイティ・ソーが登場。
- マーベルアニメーション制作のOVAである Ultimate Avengers 、Ultimate Avengers 2 にアルティメット・ソーが登場する。声優はジム・ボート。
- Next Avengers: Heroes of Tomorrow にソーが登場する。声優はマイケル・アダムスウェイト[30]。
- Hulk Vs. Thor でハルクの敵として登場する。声優はマシュー・ウルフ。
- 2011年5月にOVA Thor: Tales of Asgard 発売される。声優は再びマシュー・ウルフ[31]。
- ディスク・ウォーズ:アベンジャーズでは、ロキと戦う5人の子供達の一人、アカツキ・ヒカルのパートナーとして登場する。日本語版は加瀬康之。

上記の作品のうち、風間秀郎が超人ハルクという作品でマイティ・ソーを担当したという情報がある。

### ゲーム
- 『MARVEL SUPER HEROES』では、最終ボス・サノスのステージの背景に石像の姿で登場。
- 『MARVEL VS. CAPCOM CLASH OF SUPER HEROES』では、スペシャルパートナーとして使用可能。
- 『MARVEL ULTIMATE ALLIANCE』では、プレイヤーキャラクターとして使用可能。声優はカム・クラーク。
- Marvel: Ultimate Alliance 2 では、プレイヤーキャラクターとして使用可能。声優はジム・カミングス。
- Marvel Super Hero Squad では、プレイヤーキャラクターとして使用可能。声優はデイヴ・ボート。
- Marvel Super Hero Squad: The Infinity Gauntlet では、プレイヤーキャラクターとして使用可能。声優は同じくデイヴ・ボート。
- 『MARVEL VS. CAPCOM 3 Fate of Two Worlds』では、プレイヤーキャラクターとして使用可能。声優はリック・D・ワッサーマン。
- 『マーベル VS. カプコン:インフィニット』では、プレイヤーキャラクターとして使用可能。声優はトラヴィス・ウィリン。
- 実写映画の公開に合わせ、Thor: God of Thunder がセガより発売される[33]。
- フォートナイト - チャプター2シーズン4のバトルパスにて入手可能キャラクターとして登場[34]。また、2022年7月には『ソー:ラブ&サンダー』のマイティ・ソーとなったジェーン・フォスターと共にソー・オーディンソンとして新たにアイテムショップに登場した[35]。

## 出版物

### 主要シリーズ
Journey Into Mystery
(vol.1）　1952年～1966年（#1～#125）、1996年～1998年（#503～#521）、2011年～2013年（#622～#655）。ソーは1962年8月の「Journey into Mystery #83」でデビュー。
(vol.2）　1972年～1975年。全19号。
Thor
(vol.1）　1966年～1996年（#1～#503)、2009年～2011年（#600～#621）。
(vol.2）　1998年～2004年。全85号。
(vol.3）　2007年～2009年。全12号。
The Mighty Thor
2011年～2012年。全22号。
Thor: God of Thunder
2012年～2014年。全25号。
Thor
2014年～2015年。全8号。
The Mighty Thor
2015年～

### スピンオフ・シリーズ
Thunderstrike #1-24 （1993年4月 – 1995年7月）
Thor: Son of Asgard #1-12 （2004年3月 – 2005年1月）
Thor: The Mighty Avenger #1-8 （2010年7月 – 2011年1月）

### リミテッド・シリーズ又はワン・ショット
Thor Corps #1-4 （1993年7月 - 11月）
Thor: Godstorm #1-3 （2001年9月 - 11月）
Thor: Vikings #1-5 （2003年7月 - 11月）
Thor: Blood Oath #1-6 （2005年9月 - 12月）
Thor: Ages of Thunder （2008年4月）
Thor: Reign of Blood （2008年6月）
Thor: Secret Invasion #1-3 （2008年8月 - 10月）
Thor: The Truth of History #1 （2008年10月）
Thor: Man of War #1 （2008年11月）
Thor God-Size Special （2008年12月）
Thor: The Trial of Thor （2009年6月）
Thor and the Warriors Four （2010年4月 - 7月）
Thor: The Rage of Thor （2010年8月）
Thor: First Thunder #1-5 （2010年9月 – 2011年1月）
Thor: For Asgard #1-6 （2010年9月 – 2011年2月）
Ultimate Thor #1-4 （2010年10月 – 2011年4月）
Loki #1-4 （2010年12月 – 2011年5月）
Iron Man/Thor #1-4 （2011年1月 - 4月）
Warriors Three #1-4 （2011年1月 - 4月）
Astonishing Thor #1-続刊中 （2010年11月 – 現在）
Thunderstrike #1-5 （2011年1月 - 5月）
Thor: Wolves of the North （2010年12月）
Thor and Loki: Blood Brothers （2011年3月）

### コレクテッド・エディション

#### ソー・マスターワークス
| タイトル | 収録内容                                       | 発行年 | ISBN              |
| -------- | ---------------------------------------------- | ------ | ----------------- |
| 1        | Journey Into Mystery #83-100                   | 1991   | 978-0-7851-4568-4 |
| 2        | Journey Into Mystery #101-110                  | 1993   | 978-0-7851-5064-0 |
| 3        | Journey Into Mystery #111-120, Annual #1       | 2001   | 978-0-7851-1268-6 |
| 4        | Journey Into Mystery #121-125; Thor #126-130   | 2005   | 978-0-7851-1880-0 |
| 5        | Thor #131-140, Annual #2                       | 2006   | 978-0-7851-2076-6 |
| 6        | Thor #141-152                                  | 2007   | 978-0-7851-2690-4 |
| 7        | Thor #153-162                                  | 2008   | 978-0-7851-2924-0 |
| 8        | Thor #163-172                                  | 2009   | 978-0-7851-3497-8 |
| 9        | Thor #173-183                                  | 2010   | 978-0-7851-4220-1 |
| 10       | Thor #184-194                                  | 2011   | 978-0-7851-5046-6 |
| 11       | Thor #195-205                                  | 2012   | 978-0-7851-5885-1 |
| 12       | Thor #206-216                                  | 2012   | 978-0-7851-6621-4 |
| 13       | Thor #217-228                                  | 2014   | 978-0-7851-8856-8 |
| 14       | Thor #229-241                                  | 2015   | 978-0-7851-9188-9 |
| 15       | Thor #242-254, Annual #5, Marvel Spotlight #30 | 2016   | 978-0-7851-9919-9 |
| 16       | Thor #255-266, Annual #6, Marvel Preview #10   | 2017   | 978-1302903589    |

#### エッセンシャル・ソー
| タイトル | 収録内容                                     | 発行年 | ISBN           |
| -------- | -------------------------------------------- | ------ | -------------- |
| 1        | Journey Into Mystery #83-112                 | 2001   | 0-7851-1866-7  |
| 2        | Journey Into Mystery #113-125; Thor #126-136 | 2005   | 0-7851-1591-9  |
| 3        | Thor #137-166                                | 2006   | 0-7851-2149-8  |
| 4        | Thor #167-195                                | 2009   | 0-7851-3076-4  |
| 5        | Thor #196-220                                | 2011   | 0-7851-5093-5  |
| 6        | Thor #221-247                                | 2012   | 978-0785163299 |
| 7        | Thor #248-271, Annual #5-6                   | 2013   | 978-0785166832 |

#### ソー・エピック・コレクション
| 巻 | タイトル             | 収録内容                                                                                 | 発行年     | ISBN           |
| -- | -------------------- | ---------------------------------------------------------------------------------------- | ---------- | -------------- |
| 1  | The God of Thunder   | Journey into Mystery #83-109                                                             | 2014年10月 | 978-0785188353 |
| 2  | When Titans Clash    | Journey into Mystery #110-125, Thor #126-130, Annual #1, material from Not Brand Echh #3 | 2016年11月 | 978-0785194460 |
| 3  | The Wrath of Odin    | Thor #131-153, Annual #2                                                                 | 2017年10月 | 978-1302903794 |
| 4  | To Wake the Mangog   | Thor #154-174                                                                            | 2015年2月  | 978-0785191735 |
| 11 | A Kingdom Lost       | Thor #303-319, Annual #9-10                                                              | 2014年4月  | 978-0785188629 |
| 12 | Runequest            | Thor #320-336, Annual #11, Bizarre Adventures #32                                        | 2016年8月  | 978-0785194453 |
| 16 | War of the Pantheons | Thor #383-400                                                                            | 2013年10月 | 978-0785187882 |
| 17 | In Mortal Flesh      | Thor #401-418, Annual #14                                                                | 2017年8月  | 978-1302906986 |

#### ソー・オムニバス
| タイトル                                  | 収録内容 | 発行年 | ISBN          |
| ----------------------------------------- | --- | ------ | ------------- |
| The Mighty Thor - Volume 1                | Journey Into Mystery #83-120, Annual #1 | 2011   | 0-7851-4973-2 |
| The Mighty Thor - Volume 2                | Journey Into Mystery #121-125, Thor #126-152, Annual #2, Not Brand Echh 3 | 2013   | 0-7851-6783-8 |
| The Mighty Thor - Volume 3                | Thor #153-194 | 2017   | 1-3029-0381-0 |
| Thor by Walter Simonson                   | Thor #337-355, 357-369, 371-382; Balder the Brave #1-4 | 2011   | 0-7851-4633-4 |
| Thor by J. Michael Straczynski            | Fantastic Four #536-537; Thor vol. 3, #1-12; Thor #600-603; Thor Giant-Size Finale                                                                                                  | 2010   | 0-7851-4029-8 |
| Thor: Heroes Return                       | Thor (1998) #1-35; Silver Surfer/Thor Annual 1998; Thor Annual 1999-2000; Peter Parker: Spider-Man #2, 11; Iron Man #22; Juggernaut: The Eighth Day; And Material From Iron Man #21 | 2017   | 1-3029-0813-8 |
| Marvel Platinum: The Definitive Thor      | Journey into Mystery #83; Thor #159, 200, 337-339; Thor Vol. 2, # 1-2, 84-85; Thor Vol. 3, #3                                                                                       | 2011   | 1-8465-3481-X |
| Thor by Kieron Gillen Ultimate Collection | Thor #604-614; Siege: Loki, New Mutants 11 | 2011   | 0785159223    |

#### ソー
| タイトル                                             | 収録内容                                                                                             | 発行年         | ISBN              |
| ---------------------------------------------------- | --- | -------------- | ----------------- |
| If Asgard Should Perish                              | Thor #242-253                                                                                        | 2010           | 978-07851-4977-4  |
| The Quest for Odin                                   | Thor #255-266                                                                                        | 2011           | 978-0-7851-4981-1 |
| Thor: Gods, Gladiators & the Guardians of the Galaxy | Thor #267-271, Annual #5-6                                                                           | 2013           | 978-0785184355    |
| Thor: Ragnarok                                       | Thor #272-278                                                                                        | 2011           | 978-0-7851-4978-1 |
| Thor: The Eternals Saga, Vol. 1                      | Thor #283-291, Annual #7                                                                             | 2006           | 978-0-7851-2404-7 |
| Thor: The Eternals Saga, Vol. 2                      | Thor #292-301                                                                                        | 2007           | 978-0-7851-2405-4 |
| The Mighty Thor: The Ballad of Beta Ray Bill         | Thor #337-340                                                                                        | 1989           | 0-87135-614-7     |
| Thor by Walt Simonson, Vol. 1                        | Thor #337-345                                                                                        | 2013           | 978-0785184607    |
| Thor by Walt Simonson, Vol. 2                        | Thor #346-355                                                                                        | 2013年10月15日 | 978-0785184614    |
| Thor by Walt Simonson, Vol. 3                        | Thor #357-363, Balder the Brave #1-4                                                                 | 2013年12月17日 | 978-0785184621    |
| Thor by Walt Simonson, Vol. 4                        | Thor #364-369, 371-374                                                                               | 2014           | 978-0-7851-3189-2 |
| Thor by Walt Simonson, Vol. 5                        | Thor #375-382                                                                                        | 2014           | 978-0785184638    |
| Thor Visionaries: Walt Simonson, Vol. 1              | Thor #337-348                                                                                        | 2009           | 978-0-7851-3189-2 |
| Thor Visionaries: Walt Simonson, Vol. 2              | Thor #349-355, 357-359                                                                               | 2009           | 978-0-7851-3190-8 |
| Thor Visionaries: Walt Simonson, Vol. 3              | Thor #360-369                                                                                        | 2009           | 978-0-7851-3191-5 |
| Thor Visionaries: Walt Simonson, Vol. 4              | Thor #371-374; Balder the Brave #1-4                                                                 | 2007           | 978-0-7851-3189-2 |
| Thor Visionaries: Walt Simonson, Vol. 5              | Thor #375-382                                                                                        | 2008           | 978-0-7851-2737-6 |
| Thor: Alone Against the Celestials                   | Thor #387-389                                                                                        | 1992           | 978-0-7851-4635-3 |
| Thor vs. Seth, the Serpent-God                       | Thor #395-400                                                                                        | 2011           | 978-0-7851-4635-3 |
| Thor: The Black Galaxy Saga                          | Thor #416-425 (Publishing information says 419)                                                      | 2011           | 978-0-7851-5095-4 |
| Thor: Thunderstrike                                  | Thor #431-433, 457-459, material from #408; Thunderstrike #1                                         | 2011           | 978-0-7851-5638-3 |
| Thor: Blood and Thunder                              | Thor #468-471; Silver Surfer #86-88; Warlock Chronicles #6-8; Warlock and the Infinity Watch #23- 25 | 2011           | 978-0-7851-5094-7 |
| Thor Visionaries: Mike Deodato, Jr.                  | Thor #491-494, 498-500                                                                               | 2004           | 978-0-7851-1408-6 |
| Thor: Sunlight & Shadows                             | Thor #495, 497-502                                                                                   | 2013           | 978-0785162674    |
| Avengers/Iron Man: First Sign                        | Thor #496, Captain America (1968) 449, Iron Man (1968) 326-331, Avengers (1963) 396-400              | 2013           | 978-0785184966    |

#### ヒーローズ・リターン: ソー
| Thor by Dan Jurgens and John Romita, Vol. 1                                  | Thor vol. 2, #1-8; Peter Parker: Spider-Man #2                                                 | 2010        | 978-0-7851-3749-8                     |
| Thor by Dan Jurgens and John Romita, Vol. 2                                  | Thor vol. 2, #9-13; Thor Annual 1999                                                           | 2010        | 978-0-7851-4632-2                     |
| Thor by Dan Jurgens and John Romita, Vol. 3                                  | Thor vol. 2, #14-17; Iron Man #21-22; Peter Parker: Spider-Man #11; Juggernaut: The Eighth Day | 2010        | 978-0-7851-4385-7                     |
| Thor by Dan Jurgens and John Romita, Vol. 4 (republished as Thor vs. Thanos) | Thor vol. 2, #18-25, Annual 2000                                                               | 2010 (2013) | 978-0-7851-4927-9 (978-0-7851-8465-2) |
| Thor: Across All Worlds                                                      | Thor vol. 2, #26-35                                                                            | 2010        | 978-0-7851-4975-0                     |
| Thor: The Death of Odin                                                      | Thor vol. 2, #36-43, Annual 2001                                                               | 2002        | 978-0-7851-0925-9                     |
| Thor: Lord of Asgard                                                         | Thor vol. 2, #44-50                                                                            | 2003        | 978-0-7851-1020-0                     |
| Thor: Gods on Earth                                                          | Thor vol. 2, #51-58; Iron Man #64; Avengers #63; Marvel Double-Shot #1                         | 2003        | 978-0-7851-1126-9                     |
| Thor: Spiral                                                                 | Thor vol. 2, #59-67                                                                            | 2003        | 978-0-7851-1127-6                     |
| Thor: The Reigning (issues also in Thor: Gods and Men)                       | Thor vol. 2, #68-74                                                                            | 2004        | 978-0-7851-1247-1                     |
| Thor: Gods and Men                                                           | Thor vol. 2, #68-79                                                                            | 2004        | 978-0-7851-1528-1                     |
| Disassembled: Thor                                                           | Thor vol. 2, #80-85                                                                            | 2004        | 978-0-7851-1599-1                     |

#### ソー・リボーン
| Thor by J. Michael Straczynski, Vol. 1                 | Thor vol. 3, #1-6                                        | 2008 | 978-0-7851-1722-3 |
| Thor by J. Michael Straczynski, Vol. 2                 | Thor vol. 3, #7-12; Thor #600                            | 2009 | 978-0-7851-1760-5 |
| Thor by J. Michael Straczynski, Vol. 3                 | Thor #601-603; Thor: Giant-Size Finale #1                | 2010 | 978-0-7851-2950-9 |
| Thor: Latverian Prometheus                             | Thor #604-606; Sif #1                                    | 2010 | 978-0-7851-4372-7 |
| Thor: Siege                                            | Thor #607-610; New Mutants #11; Siege: Loki              | 2010 | 978-0-7851-4814-2 |
| Thor: Siege Aftermath                                  | Thor #611-614                                            | 2010 | 978-0-7851-4638-4 |
| Thor: The World Eaters                                 | Thor #615-621                                            | 2011 | 978-0-7851-4838-8 |
| The Mighty Thor, Vol.1                                 | The Mighty Thor #1-6                                     | 2011 | 978-0785156246    |
| The Mighty Thor, Vol.2                                 | The Mighty Thor #7-12, Fear Itself 7.2: Thor             | 2012 | 978-0785162438    |
| The Mighty Thor, Vol. 3                                | The Mighty Thor #12.1, 13-17                             | 2012 | 978-0785161660    |
| The Mighty Thor/Journey into Mystery: Everything Burns | The Mighty Thor #18-22 and Journey into Mystery #642-645 | 2013 | 978-0785161684    |

#### Marvel Now! Era
| Thor: God of Thunder Vol. 1: The God Butcher          | Thor: God of Thunder #1-5                            | 2013年6月    | 978-0785168423 |
| Thor: God of Thunder Vol. 2: Godbomb                  | Thor: God of Thunder #6-11                           | 2013年10月   | 978-0785168430 |
| Thor: God of Thunder Vol. 3: The Accursed             | Thor: God of Thunder #12-18                          | 2014年3月    | 978-0785185550 |
| Thor: God of Thunder Vol. 4: The Last Days of Midgard | Thor: God of Thunder #19-25                          | 2014年10月   | 978-0785154884 |
| Thor: God of Thunder: Volume 1 Hardcover              | Thor: God of Thunder #1-11                           | 2014年11月   | 978-0785191131 |
| Thor: God of Thunder: Volume 2 Hardcover              | Thor: God of Thunder #12-25                          | 2015年7月    | 978-0785198000 |
| Original Sin - Thor & Loki: The Tenth Realm           | Original Sin - Thor & Loki: The Tenth Realm #5.1-5.5 | 2014年11月   | 978-0785191698 |
| Thor Vol. 1: Goddess of Thunder                       | Thor vol. 4 #1-5                                     | 2015年5月    | 978-0785192381 |
| Thor Vol. 2: Who Holds the Hammer?                    | Thor #6-8, Annual #1                                 | 2015年7月    | 978-0785197843 |
| Thors (Secret Wars: Battleworld)                      | Thors: Battleworld #1-4, Thor #364-365               | 2016年3月    | 978-0785198895 |
| The Mighty Thor Vol. 1: Thunder in Her Veins          | The Mighty Thor Vol. 2 #1-5                          | 2016年6月    | 978-0785195221 |
| The Mighty Thor Vol. 2: Lords of Midgard              | The Mighty Thor Vol. 2 #6-11                         | 2016年11月   | 978-0785195238 |
| The Unworthy Thor                                     | The Unworthy Thor #1-5                               | 2017年6月6日 | 978-1302906672 |

### 日本語版

#### ヴィレッジブックス
| タイトル                     | 収録内容                     | 訳者                 | 発行年 | ISBN           |
| ---------------------------- | ---------------------------- | -------------------- | ------ | -------------- |
| ソー: マイティ・アベンジャー | Thor the Mighty Avenger #1-8 | 石川裕人、御代しおり | 2011   | 978-4863323285 |

#### 小学館集英社プロダクション
| タイトル                         | 収録内容 | 訳者               | 発行年 | ISBN           |
| -------------------------------- | -------- | ------------------ | ------ | -------------- |
| マイティ・ソー: アスガルドの伝説 |          | 中沢俊介、沢田京子 | 2011   | 978-4796870955 |